# Vitanovac (Kruševac)
Pour les articles homonymes, voir Vitanovac.
Vitanovac (en serbe cyrillique : Витановац) est un village de Serbie situé sur le territoire de la ville de Kruševac, district de Rasina. Au recensement de 2011, il comptait 598 habitants.

## Démographie

### Évolution historique de la population
| 1948 | 1953  | 1961  | 1971  | 1981 | 1991 | 2002 | 2011 |
| ---- | ----- | ----- | ----- | ---- | ---- | ---- | ---- |
| 969  | 1 127 | 1 245 | 1 057 | 948  | 934  | 648  | 598  |

|  |